# Michio Mado
Michio Mado, nome d'arte di Michio Ishida, (まど・みちお?; Yamaguchi, 16 novembre 1909 – 28 febbraio 2014) è stato un poeta giapponese.
Nel 1994 ha ricevuto il premio Andersen per i suoi contributi alla letteratura per l'infanzia.